# Abrocoma bennettii
Abrocoma bennettii é uma espécie de roedor da família Abrocomidae.
Endêmica do Chile, sendo encontrada na região central de Copiapo até a área do Rio Biobio.